# سید رضا نواب
سید رضا نواب از مجریان شبکه قرآن و معارف سیمای جمهوری اسلامی ایران و مجری گروه معارف شبکه تهران می‌باشد و دارای مدرک تحصیلی کارشناسی هنر است.

## زندگی‌نامه
سیدرضا نواب فارغ‌التحصیل رشته نمایش از دانشگاه آزاد اسلامی واحد اراک می‌باشد.
از بهمن ماه ۱۳۷۶ به عنوان مجری، نویسنده و مدیر تولید شروع به فعالیت در صدا و سیمای اراک کرد.
ازمهرماه ۱۳۸۳ وارد شبکه قرآن و تهران شد.
از جمله کارهای او می‌توان به اجرای برنامه‌های زیر اشاره کرد:
- قرآن و زندگی، یک روز نورانی، مشکات، صبح و امید و… در شبکه قرآن سیما
- تا نیایش، شاخه طوبی، ویژه برنامه‌های سحر شبهای قدر و عطر عاشقی در شبکه۵سیما
- روشنا در شبکه جهانی جام جم

## اجرا
- صبح و امید- شبکه قرآن (پخش روزانه)
- عطر عاشقی-شبکه تهران (هر جمعه)
- خانهٔ محبت- شبکه قرآن (پخش در ایام نوروز ۱۳۹۲)[۳]